# 박순천 (배우)
박순천(朴順天, 1961년 2월 19일 ~ )은 대한민국의 배우이다.

## 생애
충청남도 금산에서 출생하였고 중학교 2학년 때 제주도 제주로 이주하여 성장하였다. 서울예술대학 연극과에 진학한 후 교수가 되려고 하였으나 1981년 MBC 공채 시험에 합격하면서 공채 탤런트 13기로 데뷔하였다.

## 학력
- 신성여자고등학교
- 서울예술대학 연극과

## 경력
- 1995년 농협중앙회 마포지점 일일 명예지점장
- 2002년 웰컴투코리아 홍보위원
- 2003년 환경운동연합 홍보대사
- 2005년 ~ 제주대학교병원 홍보대사
- 2006년 제주 방문의 해 명예홍보대사
- 2009년 제주세계델픽대회 홍보대사
- 2019년 금산군 홍보대사
- 2023년 제41회 대한민국연극제 제주 홍보대사

## 연기 활동

### 드라마
- 1981년~1983년 MBC 《113 수사본부》 - 여 수사관 역
- 1983년~2002년 MBC 농촌드라마 《전원일기》 - 둘째 며느리 순영 역
- 1985년 MBC 조선왕조 오백년
- 1987년 MBC 미니시리즈 《인생화보》
- 1987년 MBC 미니시리즈 《퇴역전선》
- 1988년 MBC 미니시리즈 《인간시장》 - 오다혜 역
- 1989년 MBC 미니시리즈 《제5열》 - 매일신문 기자 송원 역
- 1989년 MBC 어린이드라마 《스타 탄생》
- 1989년 MBC 주말연속극 《유산》 - 정혜숙 역
- 1992년 SBS 창사특집극 《어디로 가나》
- 1993년 SBS 소설극장 《우리들 뜨거운 노래》
- 1993년 SBS 주말극장 《산다는 것은》
- 1994년 KBS 1TV 창사특집극 《겨울 도화리》
- 1996년 KBS 2TV 아침드라마 《유혹》
- 1996년 MBC 창사특집극 《세상에서 가장 아름다운 이별》 - 신선애 역
- 1997년 KBS 1TV 8.15특집극 《3일간의 전쟁》
- 1998년 SBS 아침드라마 《포옹》
- 1998년 SBS 특별기획 《백야 3.98》 - 민경빈 모 역
- 1999년 SBS 창사특집극 《아들아 너는 아느냐》 - 장수 엄마 역
- 2000년 MBC 미니시리즈 《이브의 모든 것》 - 경희 역
- 2000년 MBC 창사39주년 특별기획드라마 《황금시대》
- 2001년 KBS 2TV 주말연속극 《동양극장》 - 복혜숙 역
- 2001년 MBC 일일연속극 《매일 그대와》
- 2002년 SBS 드라마 스페셜 《명랑소녀 성공기》
- 2003년 KBS 2TV 단막극 《드라마시티 - 손님》 - 인자 역
- 2003년 KBS 2TV 아침드라마 《장미 울타리》- 이혜란 역
- 2003년 MBC 월화미니시리즈 《다모》 - 황보윤의 모 역
- 2003년 SBS 주말극장 《애정만세》 - 한숙용 역
- 2004년 EBS 어린이드라마 《네 손톱 끝에 빛이 남아있어》
- 2004년 KBS 2TV 단막극 《드라마시티 - 아름다운 동거》 - 김미경 역
- 2004년 KBS 2TV 미니시리즈 《4월의 키스》 - 성인숙 역
- 2004년 KBS 1TV 대하드라마 《불멸의 이순신》 - 의인왕후 박씨 역
- 2005년 KBS 1TV TV소설 《바람꽃》 - 이옥분 역
- 2005년 KBS 2TV 단막극 《HD TV문학관 - 소나기》
- 2005년 KBS 2TV 미니시리즈 《그녀가 돌아왔다》 - 수임 역
- 2006년 MBC 단막극 《MBC 베스트극장 - 사랑해 아줌마》 - 강끝순 역
- 2006년 KBS 2TV 어린이드라마 《화랑전사 마루》 - 허인숙 역
- 2006년 KBS 1TV 대하드라마 《대조영》 - 달기 역
- 2007년 KBS 2TV 주말연속극 《행복한 여자》 - 태섭 모 역
- 2007년 KBS 2TV 월화미니시리즈 《헬로! 애기씨》 - 화란 모 역
- 2007년 KBS 2TV 수목미니시리즈 《인순이는 예쁘다》 - 박옥선 역
- 2008년 MBC 설날특집극 《쑥부쟁이》 - 막내 며느리 나정미 역
- 2008년 SBS 월화드라마 《타짜》 - 고니 모, 순임 역
- 2009년 SBS 특별기획 《스타일》 - 서정의 친모 역
- 2009년 MBC 수목미니시리즈 《맨땅에 헤딩》 - 이순옥 역
- 2009년 OBS경인TV 2부작드라마 《거위의 꿈》
- 2009년 MBC 특별기획 주말드라마《인연 만들기》 - 수정 역, 상은의 친모 역
- 2010년 MBC 2부작특집극 《우리 다시 사랑할까요?》 - 강영숙 역
- 2010년 KBS 1TV 특별기획 역사드라마 《거상 김만덕》 - 영천댁 역
- 2010년 KBS 1TV 6.25전쟁 60주년 특별기획 드라마 《전우》 - 권오성 모 역
- 2010년 KBS 2TV 아침드라마 《엄마도 예쁘다》 - 김명숙 역
- 2010년 PBC 2부작순교사극 《동정부부 요안 루갈다》 - 권씨 부인 역
- 2011년 MBC HD 일일연속극 《오늘만 같아라》 - 박정심 역
- 2012년 JTBC 월화드라마 《신드롬》 - 박찬이의 엄마 역 (특별출연)
- 2013년 KBS 2TV KBS 드라마 스페셜 연작 시리즈 《시리우스:가장 빛나는 두개의 별》 - 은창과 신우의 모친 역
- 2013년 SBS 주말특별기획 《돈의 화신》 - 박기순 역
- 2013년 MBC 수목드라마 《메디컬 탑팀》 - 춘애 역
- 2013년 tvN 월화드라마 《빠스껫 볼》 - 금남 역
- 2014년~2015년 OCN 일요드라마 《닥터 프로스트》 - 서윤숙 역 (특별출연)
- 2015년 tvN 월화드라마 《호구의 사랑》 - 김옥령 역
- 2015년 TV조선 & tvN 단막극 《위대한 이야기 - 이산가족 이야기 (TV조선) / 놓지 말자 정신줄 (tvN)》 - 순옥 역
- 2016년 SBS 아침연속극 《내 사위의 여자》 - 이진숙 역
- 2016년 OCN 주말드라마 《동네의 영웅》 - 주희씨 역
- 2016년 KBS 2TV 미니시리즈 《뷰티풀 마인드》 - 계진성의 어머니 역
- 2016년 tvN 금토드라마 《THE K2》 - 최성원의 어머니 역
- 2017년 tvN 금토드라마 《비밀의 숲》 - 황시목의 어머니 역
- 2018년 MBC 주말드라마 《부잣집 아들》 - 서복순 역
- 2018년 JTBC 금토드라마 《미스 함무라비》 - 임바른의 어머니 역
- 2018년 MBC 수목드라마 《내 뒤에 테리우스》 - 이지숙 역
- 2019년 OCN 수목드라마 《빙의》 - 원장 수녀 역
- 2020년 KBS 1TV 일일드라마 《기막힌 유산》 - 정미희 역
- 2020년 SBS 아침연속극 《엄마가 바람났다》 - 김복순 / 애심 역
- 2022년 tvn 주말.옴니버스 드라마 《우리들의 블루스》-슈퍼마켓 주인 역
- 2022년 KBS1 일일드라마 《내 눈에 콩깍지》 - 오은숙 역

### 영화
- 1986년 《J에게》 - 다흰 역
- 2000년 《물고기자리》 - 안 실장 역
- 2007년 《저 하늘에도 슬픔이》 - 엄마 역
- 2010년 《마음이 2》 - 엄마 역
- 2011년 《써니》 - 과거 사진 역(특별출연)
- 2017년 《아기와 나》 - 도일 모 역
- 2023년 《나는 여기에 있다》 - 한영해 역

## 광고
- 1988년 한일약품 화이투벤 (feat 유인촌)
- 1989년 피죤 바이졸 (feat 심양홍)